# Ozan Osmanpaşaoğlu
Ozan Osmanpaşaoğlu (* 31. Dezember 1983 in Trabzon) ist ein türkischer Schauspieler.

## Biografie
Osmanpaşaoğlu studierte an der Yeditepe Üniversitesi. Sein Debüt gab er 2008 in der Fernsehserie Aşk Yakar. Anschließend bekam er 2009 in dem Film Acı Aşk eine Hauptrolle. Im selben Jahr trat er in Ey Aşk Nerdesin auf.
Danach war er 2010 in Türkan zu sehen. Außerdem wurde Osmanpaşaoğlu 2012 für die Serie Merhaba Hayat gecastet. Von 2013 bis 2014 spielte er in Güneşi Beklerken mit. Unter anderem bekam Osmanpaşaoğlu eine Rolle in Beni Böyle Sev. 2017 setzte er seine Karriere in Kırlangıç Fırtınası fort.

## Filmografie
Filme
- 2009: Acı Aşk

Serien
- 2008: Aşk Yakar
- 2009: Ey Aşk Nerdesin
- 2010: Türkan
- 2011: Kalbim Seni Seçti
- 2012: Merhaba Hayat
- 2013–2014: Güneşi Beklerken
- 2014: Beni Böyle Sev
- 2017: Kırlangıç Fırtınası